# شدی‌بروک (تگزاس)
شدی‌بروک (به انگلیسی: Shadybrook) یک منطقهٔ مسکونی در ایالات متحده آمریکا است که در شهرستان چروکی، تگزاس واقع شده‌است. شدی‌بروک ۲۴٫۰ کیلومتر مربع مساحت و ۱٬۹۶۷ نفر جمعیت دارد و ۱۱۵٫۸۳ متر بالاتر از سطح دریا واقع شده‌است.